# Магалія (Каліфорнія)
Магалія (англ. Magalia) — переписна місцевість (CDP) в США, в окрузі Б'ютт штату Каліфорнія. Населення — 7795 осіб (2020).

## Географія
Магалія розташована за координатами 39°49′9″ пн. ш. 121°36′28″ зх. д. / 39.81917° пн. ш. 121.60778° зх. д. (39.819280, -121.607752).  За даними Бюро перепису населення США в 2010 році переписна місцевість мала площу 36,31 км², з яких 36,30 км² — суходіл та 0,01 км² — водойми.

## Демографія
Згідно з переписом 2010 року, у переписній місцевості мешкало 11 310 осіб у 4825 домогосподарствах у складі 3276 родин. Густота населення становила 311 особа/км².  Було 5355 помешкань (147/км²).
Расовий склад населення:
| - 91,9 % — білих - 1,2 % — корінних американців - 0,8 % — азіатів - 0,4 % — чорних або афроамериканців - 0,2 % — вихідців з тихоокеанських островів - 1,2 % — осіб інших рас |

До двох чи більше рас належало 4,3 %. Частка іспаномовних становила 6,8 % від усіх жителів.
За віковим діапазоном населення розподілялося таким чином: 19,1 % — особи молодші 18 років, 57,2 % — особи у віці 18—64 років, 23,7 % — особи у віці 65 років та старші. Медіана віку мешканця становила 49,0 року. На 100 осіб жіночої статі у переписній місцевості припадало 97,8 чоловіків;  на 100 жінок у віці від 18 років та старших — 95,7 чоловіків також старших 18 років.
Середній дохід на одне домашнє господарство  становив 47 849 доларів США (медіана — 41 289), а середній дохід на одну сім'ю — 54 472 долари (медіана — 45 896). Медіана доходів становила 37 857 доларів для чоловіків та 33 490 доларів для жінок. За межею бідності перебувало 17,9 % осіб, у тому числі 24,9 % дітей у віці до 18 років та 8,7 % осіб у віці 65 років та старших.
Цивільне працевлаштоване населення становило 3462 особи. Основні галузі зайнятості: освіта, охорона здоров'я та соціальна допомога — 32,9 %, роздрібна торгівля — 15,7 %, науковці, спеціалісти, менеджери — 9,5 %, мистецтво, розваги та відпочинок — 6,6 %.